# Pleasant Plains (Illinois)
Pleasant Plains es una villa ubicada en el condado de Sangamon en el estado estadounidense de Illinois. En el Censo de 2010 tenía una población de 802 habitantes y una densidad poblacional de 221,5 personas por km².

## Geografía
Pleasant Plains se encuentra ubicada en las coordenadas 39°52′28″N 89°55′7″O / 39.87444, -89.91861. Según la Oficina del Censo de los Estados Unidos, Pleasant Plains tiene una superficie total de 3.62 km², de la cual 3.62 km² corresponden a tierra firme y (0%) 0 km² es agua.

## Demografía
Según el censo de 2010, había 802 personas residiendo en Pleasant Plains. La densidad de población era de 221,5 hab./km². De los 802 habitantes, Pleasant Plains estaba compuesto por el 97.38% blancos, el 0.5% eran afroamericanos, el 0% eran amerindios, el 0.37% eran asiáticos, el 0% eran isleños del Pacífico, el 0.5% eran de otras razas y el 1.25% pertenecían a dos o más razas. Del total de la población el 0.87% eran hispanos o latinos de cualquier raza.